# Cole Bassett
Cole John Bassett (Littleton, 28 juli 2001) is een Amerikaans voetballer die doorgaans speelt als middenvelder. In september 2018 debuteerde hij voor Colorado Rapids. Bassett maakte in 2021 zijn debuut in het voetbalelftal van de Verenigde Staten.

## Clubcarrière
Bassett speelde in de jeugd van Colorado Rush, alvorens hij in 2017 werd opgenomen in de opleiding van Colorado Rapids. Een jaar later tekende hij zijn eerste professionele contract bij de club. Zijn professionele debuut volgde op 9 september 2018, op bezoek bij Portland Timbers. Door doelpunten van Jeremy Ebobisse en Diego Valeri werd met 2–0 verloren. Bassett moest van coach Anthony Hudson op de reservebank beginnen en hij mocht negentien minuten voor het einde van de wedstrijd invallen voor Kortne Ford. Ruim anderhalve maand later volgde het eerste doelpunt van de middenvelder in het eerste elftal, in het eigen Dick's Sporting Goods Park tegen FC Dallas. Nadat die club via een treffer van Maximiliano Urruti op voorsprong was gekomen, zorgde Bassett tien minuten voor tijd voor de gelijkmaker. Uiteindelijk won Colorado Rapids door een doelpunt van Tommy Smith met 2–1.
In januari 2022 werd hij voor de duur van anderhalf jaar op huurbasis overgenomen door Feyenoord, waarbij een optie tot koop werd opgenomen. Hij maakte vervolgens op 20 februari 2022 zijn debuut voor Feyenoord, in eigen huis tegen SC Cambuur. In die wedstrijd kwamen de bezoekers op voorsprong door een treffer van Tom Boere, waarna Feyenoord alsnog met 3–1 won door doelpunten van Luis Sinisterra, Orkun Kökçü en Alireza Jahanbakhsh. Bassett moest van coach Arne Slot op de reservebank beginnen maar mocht twee minuten voor tijd binnen de lijnen komen voor Guus Til. In juli 2022 leek Bassett door Feyenoord doorverhuurd te worden aan Fortuna Sittard. Door regelgeving van wereldvoetbalbond FIFA kon dit niet doorgaan. Daarop werd de huurverbintenis met Feyenoord afgebroken en huurde Fortuna hem van Colorado Rapids. De koopoptie van Feyenoord bleef wel van kracht. In november 2022 keerde Bassett terug naar Colorado Rapids. In januari 2024 werd zijn aflopende verbintenis opengebroken en met drie seizoenen verlengd.

## Clubstatistieken
| Seizoen | Club              | Competitie          | Competitie | Competitie | Beker | Beker | Internationaal | Internationaal | Totaal | Totaal |
| Seizoen | Club              | Competitie          | Wed.       | Dlp.       | Wed.  | Dlp.  | Wed.           | Dlp.           | Wed.   | Dlp.   |
| ------- | ----------------- | ------------------- | ---------- | ---------- | ----- | ----- | -------------- | -------------- | ------ | ------ |
| 2018    | Colorado Rapids   | Major League Soccer | 6          | 1          | 0     | 0     | —              | —              | 6      | 1      |
| 2019    | Colorado Rapids   | Major League Soccer | 20         | 2          | 1     | 0     | —              | —              | 21     | 2      |
| 2020    | Colorado Rapids   | Major League Soccer | 15         | 5          | 0     | 0     | —              | —              | 15     | 5      |
| 2021    | Colorado Rapids   | Major League Soccer | 33         | 5          | 0     | 0     | —              | —              | 33     | 5      |
| 2021/22 | → Feyenoord       | Eredivisie          | 7          | 0          | 0     | 0     | 0              | 0              | 7      | 0      |
| 2022/23 | → Feyenoord       | Eredivisie          | 1          | 0          | 0     | 0     | 0              | 0              | 1      | 0      |
| 2022/23 | → Fortuna Sittard | Eredivisie          | 10         | 0          | 1     | 1     | —              | —              | 11     | 1      |
| 2023    | Colorado Rapids   | Major League Soccer | 25         | 6          | 0     | 0     | 2              | 0              | 27     | 6      |
| 2024    | Colorado Rapids   | Major League Soccer | 30         | 9          | 0     | 0     | 7              | 0              | 37     | 9      |
| 2025    | Colorado Rapids   | Major League Soccer | 9          | 1          | 0     | 0     | 2              | 0              | 11     | 1      |
| Totaal  | Totaal            | Totaal              | 156        | 29         | 2     | 1     | 11             | 0              | 169    | 30     |

Bijgewerkt op 25 april 2025.

## Interlandcarrière
Bassett speelde zijn eerste duel in het voetbalelftal van de Verenigde Staten op 18 december 2021. Op die dag werd een vriendschappelijke wedstrijd met 1–0 gewonnen van Bosnië en Herzegovina. De middenvelder moest van bondscoach Gregg Berhalter op de reservebank beginnen en mocht twaalf minuten voor het einde van het duel invallen voor Jordan Morris. Een minuut voor tijd tekende hij voor het enige doelpunt van de wedstrijd. De andere Amerikaanse debutanten dit duel waren Brooks Lennon (Atlanta United), Cade Cowell (San Jose Earthquakes) en Jonathan Gómez (Real Sociedad).
| Interlands van Cole Bassett voor Verenigde Staten | Interlands van Cole Bassett voor Verenigde Staten | Interlands van Cole Bassett voor Verenigde Staten | Interlands van Cole Bassett voor Verenigde Staten | Interlands van Cole Bassett voor Verenigde Staten | Interlands van Cole Bassett voor Verenigde Staten | Interlands van Cole Bassett voor Verenigde Staten |
| №                                                 | Datum                                             | Wedstrijd                                         | Uitslag                                           | Competitie                                        | Goals                                             |                                                   |
| Als speler bij Colorado Rapids                    | Als speler bij Colorado Rapids                    | Als speler bij Colorado Rapids                    | Als speler bij Colorado Rapids                    | Als speler bij Colorado Rapids                    | Als speler bij Colorado Rapids                    | Als speler bij Colorado Rapids                    |
| ------------------------------------------------- | ------------------------------------------------- | ------------------------------------------------- | ------------------------------------------------- | ------------------------------------------------- | ------------------------------------------------- | ------------------------------------------------- |
| 1                                                 | 18 december 2021                                  | Verenigde Staten – Bosnië en Herzegovina          | 1 – 0                                             | Vriendschappelijk                                 | 89'                                               |                                                   |

Bijgewerkt op 25 april 2025.